# Janey Godley

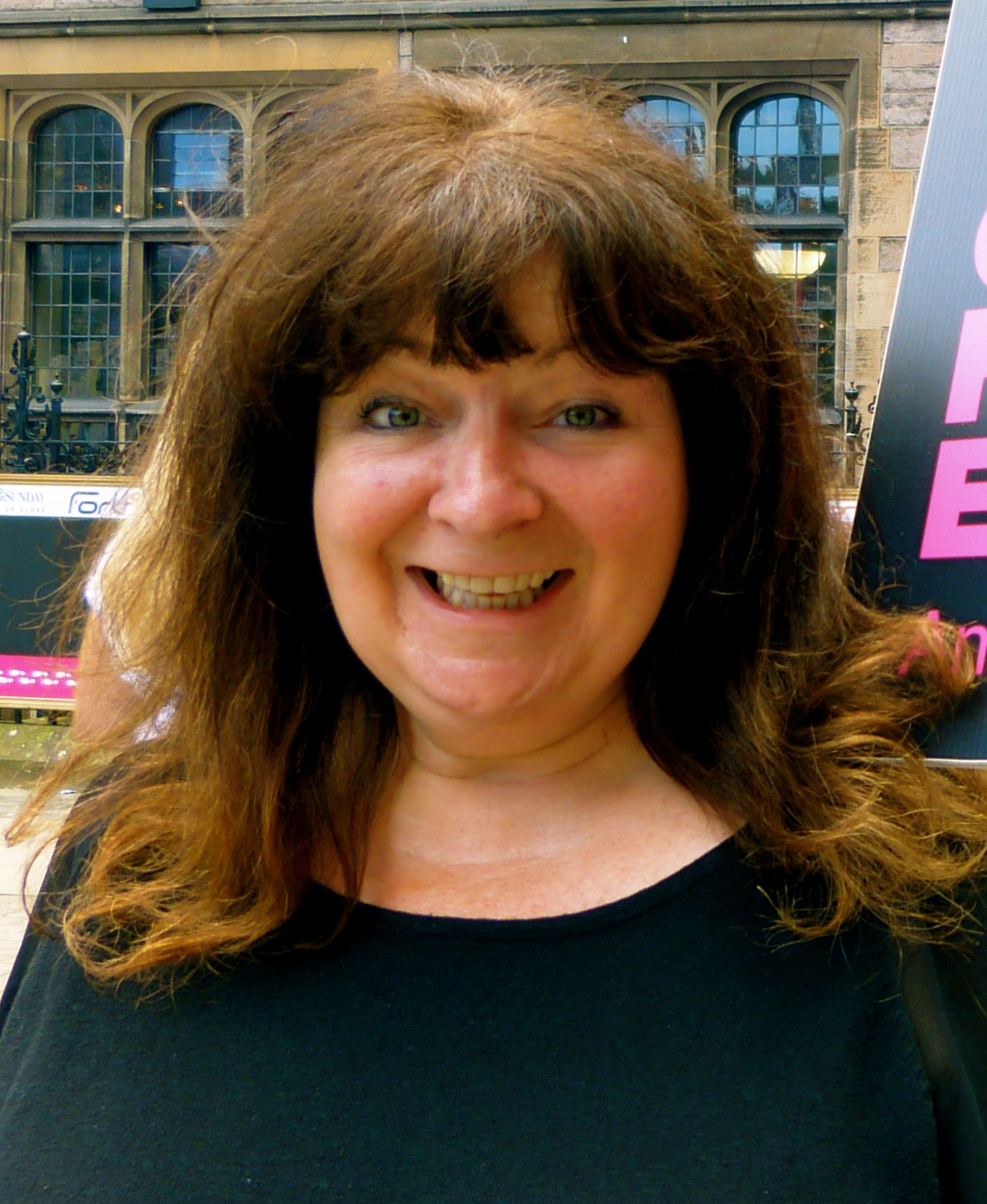
Janey Godley (2013)

Janey Godley, geb. Jane Godley Currie (* 20. Januar 1961 in Campsie, East Dunbartonshire; † 2. November 2024 in Glasgow), war eine britische Komikerin, Schauspielerin und Drehbuchautorin.

## Leben

### Herkunft und Privates
Janey Godley wuchs als Tochter von James Currie († 2017) und Annie Fleming († 1982) als jüngstes von vier Kindern in Glasgow auf. Ihre Eltern trennten sich Mitte der 1970er-Jahre und heirateten in den Jahren danach beide jeweils erneut, wodurch sie noch mehrere Halbgeschwister hatte. Als Kind wurde Godley wie auch eine ältere Schwester mehrmals von ihrem Onkel mütterlicherseits sexuell missbraucht. Dieser wurde deshalb in den 1990er-Jahren zu einer mehrjährigen Haftstrafe verurteilt.
Mit 16 Jahren verließ Godley die Schule ohne Abschluss. Danach war sie in mehreren Berufen tätig und schlug sich hauptsächlich mit Gelegenheitsjobs durch, wie beispielsweise als Paketbotin, Reinigungskraft, Autohändlerin oder als Kellnerin in verschiedenen Pubs.
Aus einer von 1980 bis 1995 bestehenden Ehe stammt ihre Tochter Ashley (* 1986), die Asperger-Autistin ist. Sie war ebenfalls zeitweilig als Komikerin tätig.

### Karriere
Janey Godley begann Ende der 1980er-Jahre ihre Karriere als Stand-up-Comedienne in verschiedenen Theatern und bei Veranstaltungen. Später trat sie auch auf Festivals und Straßenfesten als Ansagerin bzw. Pausenfüllerin auf. Ab 1994 steigerte sich ihr Bekanntheitsgrad erheblich, da sie von nun an auch in verschiedenen schottischen und britischen Fernsehshows auftrat, wie beispielsweise beim damals jährlich veranstalteten Internationalen Comedy-Festival. Besonders beliebt war dabei ihre sehr bissige und zynische Art von Humor (schwarzer Humor/britischer Humor). Sie trat bis Ende des Jahres 2021 in regelmäßigen Abständen in Comedy-Sendungen auf und war auch zeitweise ein sehr beliebter Gast in Talk-Shows. Godley moderierte zeitweilig die beiden Sendungen The C Bomb und Loose Ends bei Radio BBC. Sie tourte auch mit verschiedenen Comedy-Programmen, wo sie durch Verkleidungsgeschick stets andere Rollen spielte.
Godley wirkte als Schauspielerin vor der Kamera auch in unregelmäßigen Abständen in einigen Film-und-Fernsehproduktionen mit. Darüber hinaus war sie als Drehbuchautorin für verschiedene Fernsehsendungen tätig, zumeist für den Bereich Comedy. Sie betätigte sich auch hin und wieder als Synchronsprecherin für Zeichentrickfilme.

### Krankheit und Tod
Ab Herbst 2021 war Janey Godley an einem Ovarialkarzinom (Eierstockkrebs) erkrankt und unterzog sich daraufhin mehreren Behandlungen, die jedoch allesamt erfolglos blieben. Zuletzt befand sie sich in Palliativpflege. Godley starb am 2. November 2024 im Alter von 63 Jahren in einem Hospiz in Glasgow.

## Politische Positionen
Janey Godley war jahrzehntelang eine Unterstützerin der Scottish National Party und befürwortete stets die Unabhängigkeit Schottlands. Zudem hegte sie auch Sympathien für die Ansichten des Politikers Jeremy Corbyn (Labour Party).

## Filmografie (Auswahl)
- 2009: River City (Fernsehserie, 3 Folgen)
- 2012: This Day Today
- 2018: Super November
- 2018: Wild Rose
- 2019: The Last Mermaid
- 2019: Traces (Fernsehserie, 2 Folgen)
- 2021: Dregs
- 2021: Reshaped (Kurzfilm)